# Sarabande con variazioni
Sarabande con variazioni (sarabande met variaties) is een compositie van Johan Halvorsen. Het is muziek geschreven voor viool en altviool, gebaseerd op La Folia. In 1727 werd La Folia door Georg Friedrich Händel gebruikt in zijn Sarabande, dat een onderdeel vormt van zijn Klavecimbelsuite in d mineur (HWV 437). Halvorsen maakte daarvan een vrije bewerking. Halvorsen gebruikte in zijn Passacaglia voor viool en altviool al eerder muziek van Händel.     
Een studie van de Universiteit van Oslo naar het werk van Halvorsen leverde geen datum voor een eerste uitvoering op. Het vermoeden bleef steken op 24 november 1900. Bij die uitvoering was Halvorsen niet als musicus betrokken, terwijl dat bij uitvoeringen van eerdere werken wel het geval was. Die uitvoering in Oslo werd gegeven door twee collega-componisten, Gustav Lange (viool) en Severin Svensen (altviool). 
Het werk is opgedragen aan Fini Henriques, een Deens componist.